# 1895 au Canada
Pour un article plus général, voir Chronologie du Canada.
Cet article traite des événements qui se sont produits durant l'année 1895 au Canada.

## Gouvernements

### Couronne
- Chef d'État : Reine Victoria du Royaume-Uni

#### Gouvernement fédéral
- Gouverneur général : John Campbell Gordon
- Premier ministre : Mackenzie Bowell, Conservateur

#### Gouvernements provinciaux

##### Colombie-Britannique
- Lieutenant-gouverneur : Edgar Dewdney
- Premier ministre : Theodore Davie (jusqu'au 4 mars) John Herbert Turner

#### Manitoba
- Lieutenant-gouverneur : John Christian Schultz (jusqu'au 2 septembre), James Colebrooke Patterson
- Premier ministre : Thomas Greenway (Libéral)

#### Ontario
- Lieutenant-gouverneur : George Airey Kirkpatrick
- Premier ministre : Oliver Mowat (Libéral)

#### Québec
- Lieutenant-gouverneur : Joseph-Adolphe Chapleau
- Premier ministre : Louis-Olivier Taillon (Conservateur)

#### Nouveau-Brunswick
- Lieutenant-gouverneur : John James Fraser
- Premier ministre : Andrew George Blair (Libéral)

#### Nouvelle-Écosse
- Lieutenant-gouverneur : Malachy Bowes Daly
- Premier ministre : William Stevens Fielding (Libéral)

#### Île-du-Prince-Edouard
- Lieutenant-gouverneur : George William Howlan
- Premier ministre : Frederick Peters (Libéral)

## Événements

### Politique
- 4 mars : John Herbert Turner devient premier ministre de la Colombie-Britannique.

- 2 octobre : création des districts provisoires d’Ungava, de Franklin, de Mackenzie et du Yukon[1].

### Sport

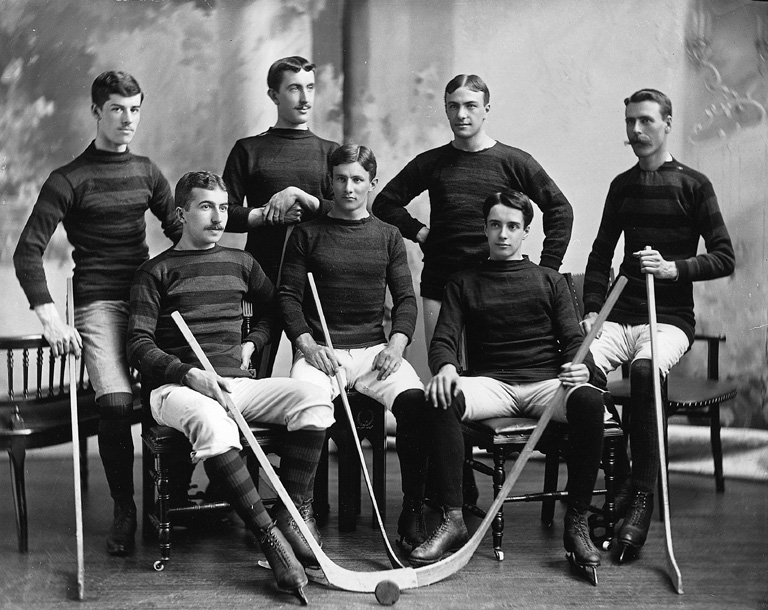
Équipe de hockey de la Banque de Montréal

- Hockey sur glace : les Victorias de Montréal gagnent la coupe Stanley contre l'équipe de l'Université Queen's.
- 24 avril : Joshua Slocum entreprend en voilier le tour du monde en solitaire à bord du Spray.
- Louis Cyr soulève une plate-forme chargée de dix-huit hommes.
- Fondation du Royal Canadian Golf Association.

### Culture
- Formation de l'École littéraire de Montréal.
- Sensations de Nouvelle-France de Sylva Clapin.
- Pour la patrie de Jules-Paul Tardivel.

### Religion
- Louis-Philippe-Adélard Langevin est nommé archevêque de l'Archidiocèse de Saint-Boniface.
- Ouverture du Cyclorama de Jérusalem à Sainte-Anne-de-Beaupré.

## Naissances
- 1er février : Conn Smythe, gérant au hockey sur glace.
- 15 février : Earl Thomson, athlète.
- 23 mars : John Robert Cartwright, juge à la cour suprême.
- 30 avril : Philippe Panneton, écrivain.
- 12 mai : William Francis Giauque, chimiste.
- 27 mai : Douglas Lloyd Campbell, premier ministre du Manitoba.
- 7 juillet : Thane Alexander Campbell, premier ministre de l'Île-du-Prince-Édouard.
- 18 septembre : John Diefenbaker, premier ministre du Canada.
- 20 septembre : Leslie Frost, premier ministre de l'Ontario.
- 6 novembre : Joseph Leonard O'Brien, lieutenant-gouverneur du Nouveau-Brunswick.
- 14 décembre : Georges VI, roi du Royaume-Uni (6 février 1952).

## Décès
- 28 janvier : Camille Lefebvre, instituteur.
- 4 avril : Malcolm Alexander MacLean, premier maire de Vancouver.
- 4 septembre : Antoine Plamondon, peintre québécois.